# Hylemera plana
Hylemera plana är en fjärilsart som beskrevs av Butler 1879. Hylemera plana ingår i släktet Hylemera och familjen mätare. Inga underarter finns listade i Catalogue of Life.